# Війна Текумсе
Війна Текумсе (англ. Tecumseh's War, або повстання Текумсе) — збройний конфлікт, що відбувся у вигляди низки битв між США та Конфедерацією Текумсе, очолюваною лідером шауні Текумсе на території Індіана. Хоча війну часто вважають кульмінацією перемоги Вільяма Генрі Гаррісона в битві при Тіппекану в 1811 році, війна Текумсе по суті продовжилася у війні 1812 року і часто вважається частиною цього великого збройного протистояння. Війна тривала ще два роки, до 1813 року, доки Текумсе та його заступник, Раундхед, загинули в битві проти Північно-Західної армії Гаррісона в битві на Темзі у Верхній Канаді, поблизу сучасного Четема, Онтаріо, і його конфедерація розпалася. Війна Текумсе розглядається деякими академічними істориками як останній конфлікт тривалої військової боротьби за контроль над районом Великих озер у Північній Америці, що охоплює низку війн протягом кількох поколінь, що називають також Шістдесятилітньою війною.

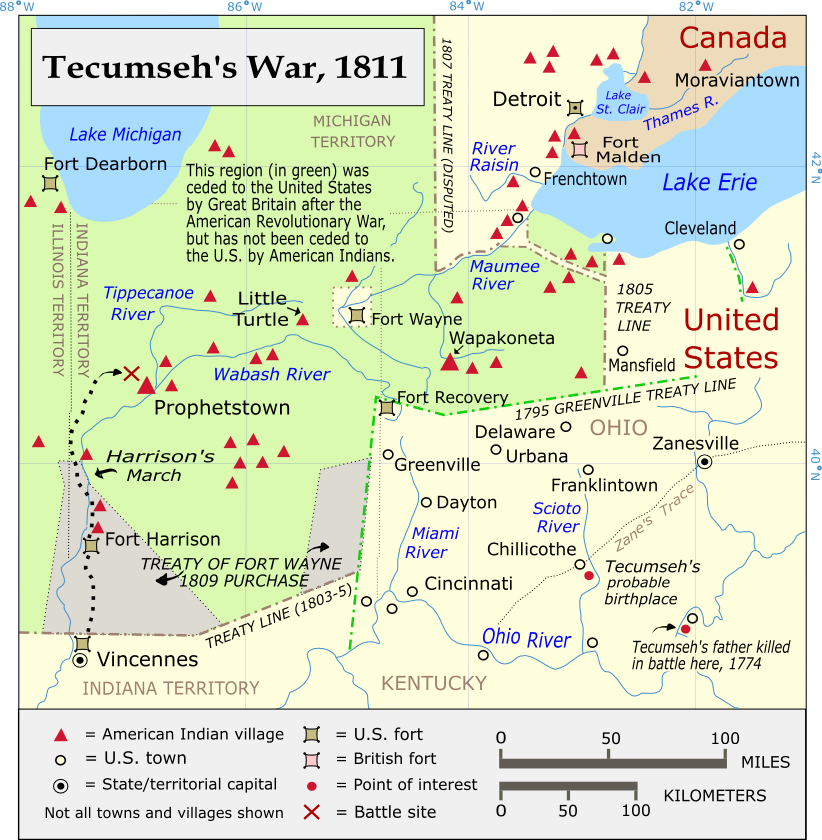
Карта основних подій війни Текумсе. 1811—1813

## Історія
До Текумсе багато корінних американців вели війни, щоб захистити свої землі та суверенітет від європейського втручання, і охоче укладали союзи з тими, хто не належав до старих племен. Але дуже небагато втілювали дух паніндіанського опору, як Текумсе. Його батько, Пукшінва, загинув у битві проти ополченців Вірджинії в 1774 році. Вихований своїм старшим братом, Текумсе став воїном і об'єднався з британцями у війні за незалежність США. До 1800 року, починаючи з дванадцятирічного віку, Текумсе був учасником майже постійних бойових дій і до п'ятнадцяти встиг взяти участь у численних конфліктах з поселенцями та ополченням.

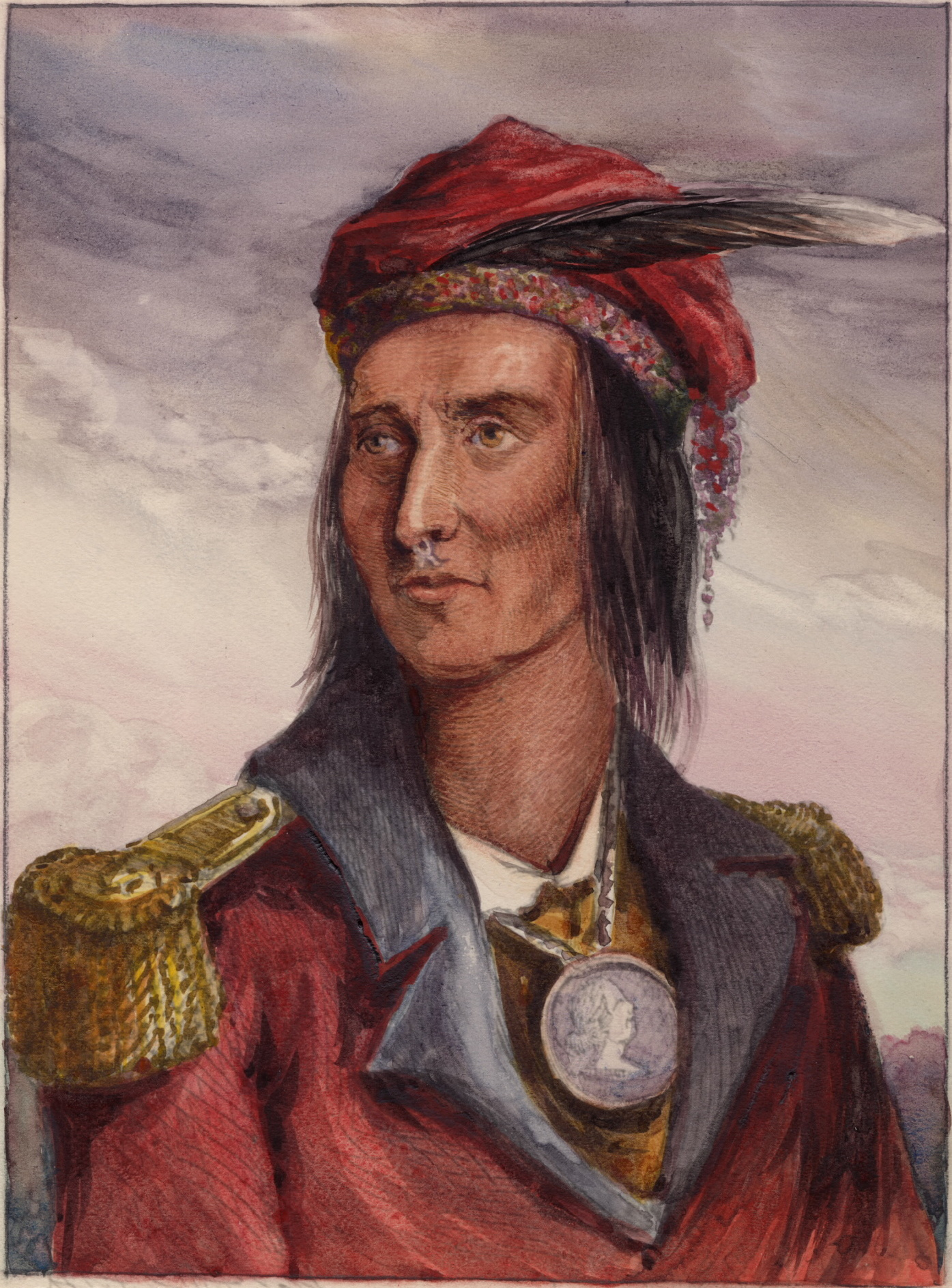
Текумсе

У цих війнах Текумсе зарекомендував себе як відмінний воїн, але його все більше і більше просували до лідерських ролей, коли його молодший брат взяв ім'я Тенскватава й очолив рух за зречення від англо-американського способу життя і виступав проти білої експансії на континент. Його духовне вчення закликало до відмови від міжплемінних війн та обмеження контактів з білими людьми, які, на його думку, були причиною багатьох бід індіанців. Він закликав до відмови від алкоголю, одягу та товарів білої людини. Текумсе швидко виступив як його союзник. Два брати розпочали масштабний рух, використовуючи свій ораторський талант, щоб залучити добровольців з усієї континентальної Північної Америки, незалежно від мови чи племінного походження. В результаті утворився індіанський альянс, що став відомим як Конфедерація Текумсе. Військовим лідером цього союзу став Текумсе. До складу союзу входили: шауні, делавари, потаватомі, фокси, сауки, кікапу, веа, маямі, оттава, піанкашо, мінго, сенека, оджибве, чикамога-черокі та ваяндоти. Загалом під керівництвом Текумсе незабаром зібралося близько 3000 воїнів, розкиданих по всьому Старому Північному Заходу.
У 1810 році протистояння з американським урядом досягло піку. Традиційні лідери різних племен у районі Великих озер заохочували мир та асиміляцію з американцями, але Текумсе стверджував, що США не мають прав пред'являти претензії на територію Індіани, нібито наголошуючи, «Продати країну! Чому б не продати повітря, велике море, а також землю? Хіба Великий Дух не створив їх усіх для використання своїми дітьми? Як ми можемо довіряти білим людям?» Незабаром після цього Конфедерація Текумсе розпочала відкрите збройне протистояння проти США, коли американські війська на території Індіана очолював губернатор Вільям Генрі Гаррісон. У 1811 році Гаррісон розгромив війська Текумсе в битві біля Тіппекану та знищив Профетстаун, своєрідну столицю Конфедерації Текумсе, але це не означало кінець для лідера шауні.
1812 року почалася війна США проти Сполученого Королівства, після чого Текумсе та залишок його військ уклали угоду про підтримку британців. Він і його Конфедерація воювали разом з британцями в районі Великих озер, включаючи захоплення фортів Мейгс і форт Детройт. Упродовж цього часу він продовжував поширювати свої наміри та збирати добровольців з інших індіанських народів та племен, аж з півдня країни чикасо та чокто. Незважаючи на його нові зусилля, він не мав продуктивних стосунків зі своїм британським колегою генералом Генрі Проктером. У 1813 році Проктер фактично покинув Текумсе в битві на Темзі проти свого старого ворога Гаррісона. Текумсе загинув у цій битві, а разом з ним і будь-яка надія відродити свій рух проти нових білих поселень у цьому районі.